# Escriptura ideogràfica
L'escriptura ideogràfica és la representació de les paraules mitjançant un caràcter o conjunt de caràcters que representen una idea. Està derivada de la pictografia. Ambdues estan molt relacionades, però, històricament, l'escriptura ideogràfica és posterior en el temps.
Cada símbol té un significat únic. D'aquesta manera, el sol podria ser representat com "#" i la lluna com ")" com a exemple; els caràcters xinesos i els kanji japonesos són ideogràfics.
L'escriptura ideogràfica fa servir ideogrames, que són un tipus de logograma que poden representar un objecte, una relació abstracta o bé una idea. En certs tipus d'escriptura, com la xinesa, la japonesa o la nsibidi, determinats símbols representen paraules o idees completes, la qual cosa vol dir que la seva escriptura està basada en ideogrames o idees gràfiques.
Els ideogrames solen formar-se per la combinació de pictogrames, caràcters que indiquen una idea mitjançant la seva representació gràfica.
Per exemple, en l'escriptura xinesa, el pictograma 人 (pronunciat ren) significa 'persona' i és una representació deformada del perfil d'un ésser humà. Basant-se en això, l'ideograma 囚 (qiú) representa una persona dins d'un requadre, i significa 'presoner'. Altres exemples semblants són 木 (mu), que significa 'arbre', ja que en representa la forma, i 林 (lin) en què es dibuixen dos arbres i s'interpreta en català com a 'bosc'.

## Escriptures mixtes
Les escriptures íntegrament ideogràfiques són rares; el més comú és que els ideogrames es combinin amb un altre tipus de logograma que no representa directament idees o conceptes. Les escriptures ideogràfiques com l'egípcia, la sumèria o la xinesa, ràpidament van començar a utilitzar aquests signes per a grups d'idees semànticament relacionades o per a paraules amb un so similar, però per a les quals era més difícil crear un pictograma realista del concepte.
Aquests fets van ser la causa que moltes d'aquestes escriptures evolucionessin cap a principis de representació mixtes que deixaven de ser estrictament ideogràfiques.

## Emoticones
Les emoticones, nascudes en la segona meitat del segle XX a Internet també són un sistema de signes ideogràfics.